# Паментово
Паментово (пол. Pamiętowo) — село в Польщі, у гміні Кенсово Тухольського повіту Куявсько-Поморського воєводства.
Населення — 241 особа (2011).
У 1975-1998 роках село належало до Бидгощського воєводства.

## Демографія
Демографічна структура станом на 31 березня 2011 року:
|          | Загалом | Допрацездатний вік | Працездатний вік | Постпрацездатний вік |
| -------- | ------- | ------------------ | ---------------- | -------------------- |
| Чоловіки | 118     | 29                 | 78               | 11                   |
| Жінки    | 123     | 24                 | 78               | 21                   |
| Разом    | 241     | 53                 | 156              | 32                   |